# Max Kuhn (Maler)

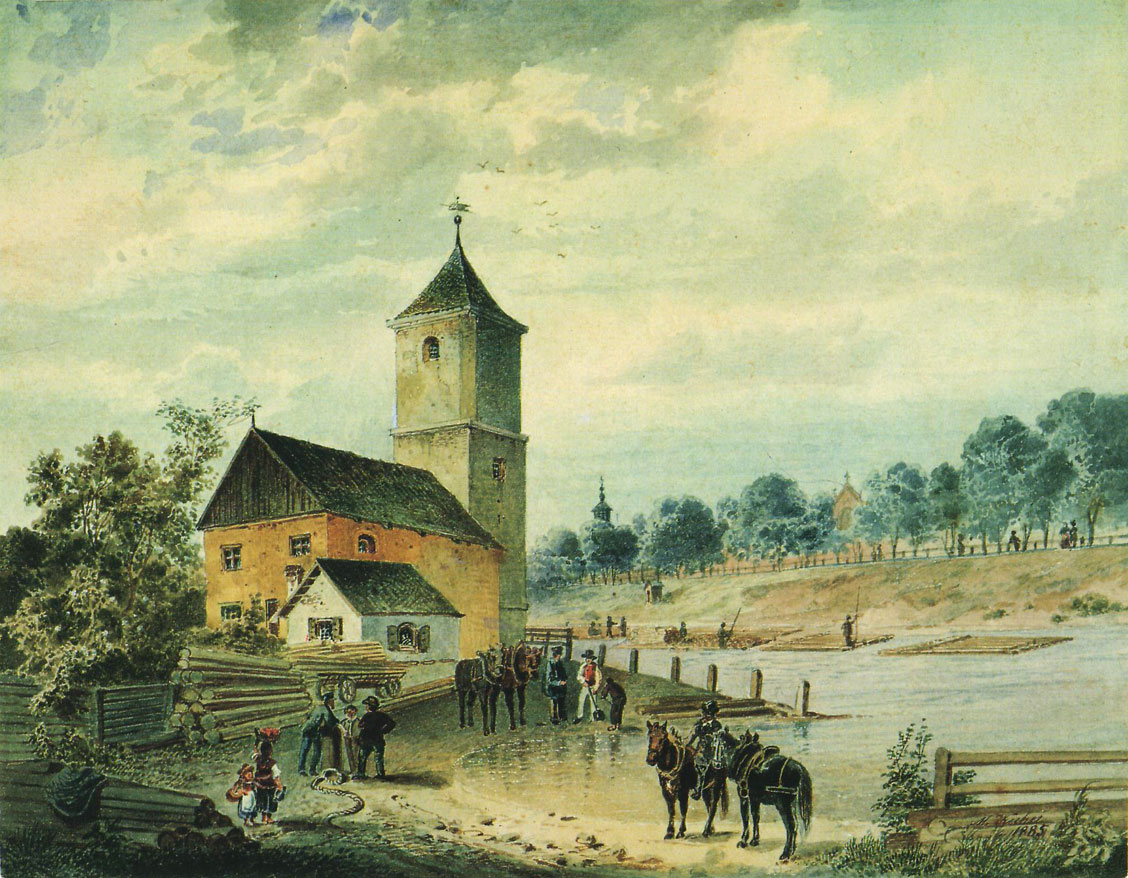
Die Obere Lände am Westermühlbach mit dem Brunnhaus, Gemälde von Max Kuhn, 1886

Max Kuhn (* 1838; † 1888 in München) war ein deutscher Maler und Lithograf.

## Leben
Von 1855 bis 1862 erhielt Max Kuhn eine künstlerische Ausbildung bei seinem Vater, einem Lithographen, begleitet von einem kurzen Studium an der Akademie der Bildenden Künste München.

## Werke (Auswahl)
Max Kuhn malte überwiegend Landschaften und Architektur. Beispiele sind:
Lithographien
- “Murnau” (um 1870)
- “Partenkirchen” (um 1870)
- “Wallgau” (um 1870)
- “Die Kreuzigungsgruppe” (um 1870)

Zeichnungen
- “Auf dem Schachen” (1871)
- “Ettal, Kirche mit Sakristei- und Pfortentrakt” (um 1850)
- “Schloß Linderhof”